# Artrite tubercolare
L'artrite tubercolare è quella infiammazione articolare creata dalla tubercolosi, ed interessa una piccola percentuale delle persone affette da tale malattia. Sono coinvolte determinate articolazioni quali ginocchia, vertebre, polsi caviglie.

## Sintomatologia
I sintomi di impatto violento per l'organismo sono spasmi, atrofia muscolare e crollo vertebrale. Può anche essere febbricola o leggera dolenza, ma mai come in un'artrite settica

## Eziologia
La causa è il micobatterio Mycobacterium tuberculosis, che forma, per la quasi totalità dei casi, un'artrite che interessa una singola articolazione (spesso vertebrale).

## Esami
La radiografia è l'esame preliminare principale, dal quale si evince una osteoporosi subcondrale.

## Diagnosi differenziale
Va fatta nei confronti dell'osteoblastoma e delle micobatteriosi atipiche